# Sideral (álbum)
Sideral es el sexto álbum de estudio de la banda de rock argentina Cielo Razzo.

## Lista de temas
1. "Caminando" - 3:01
2. "Te vas" - 4:00
3. "Piba espada" - 2:57
4. "Ojos" - 3:10
5. "Posdata" - 3:46
6. "Hombre Tambor" - 3:37
7. "Viaducto" - 4:40
8. "Sociedad" - 4:30
9. "No Shopping" - 3:27
10. "Mao" - 3:07
11. "Entre las 4 y las 6" - 5:02
12. "Galope" - 2:33
13. "El alfil" - 3:49
14. "Calesita" - 3:55

## Músicos
- Pablo Pino: Voz, coros, guitarras, sikus, armónica y ocarina.
- Diego Almirón: Guitarras y coros.
- Fernando Aime: Guitarras y coros.
- Cristian Narváez: Bajo y coros.
- Javier Robledo: Batería y coros.

## Músicos invitados
- Marcelo Vizarri: Teclados y Melódica.
- Carlos Seminara: Percusión, Programación y Máquinas.